# Reşadiye
Reşadiye ist eine Stadt und Hauptort des gleichnamigen Landkreises (İlçe) in der türkischen Provinz Tokat. Die Stadt liegt etwa 70 Kilometer östlich der Provinzhauptstadt Tokat. Der Ort hieß bis 1906 İskefsir und wurde laut Stadtsiegel als Reşadiye 1907 in den Stand einer Gemeinde (Belediye) erhoben.

## Landkreis
Der Landkreis liegt im Osten der Provinz und grenzt im Süden an den Kreis Almus, im Westen an die Kreise Niksar und Başçiftlik sowie im Norden und Osten an die Provinzen Ordu und Sivas. Die Stadt liegt an der Europastraße 80 (Fernstraße D100), die von Istanbul kommend die Türkei bis zur iranischen Grenze bei Doğubeyazıt durchquert. In Reşadiye zweigt davon eine Landstraße Richtung Norden nach Aybastı in der Provinz Ordu ab. Im Süden durchfließt der Yeşilırmak den Kreis, etwa parallel dazu, entlang der Europastraße, der Kelkit Çayı. Im Nordwesten liegt der See Zimav Gölü. Zwischen den beiden Flüssen zieht sich von Westen nach Osten der Gebirgszug Köse Dağları.
Der Kreis (bzw. Kaza als Vorgänger) bestand schon vor der Gründung der Türkischen Republik im Sandschak Tokat im Vilâyet Sivas. Zur ersten Volkszählung nach der Gründung des Staates (1927) konnte er auf eine Einwohnerschaft von 27.372 (in 99 Ortschaften auf 850 km² Fläche) aufweisen, davon 1.159 im Verwaltungssitz Réchadié (damalige, an das französisch angelehnte Schreibweise).
Ende 2020 ist der Kreis der viertgrößte der Provinz und besteht neben der Kreisstadt (29,22 % der Kreisbevölkerung) aus fünf weiteren Gemeinden (Belediye):
Bereketli (4.108), Bozçalı (3.291), Hasanşeyh (3.146), Baydarlı (2.732) und Cimitekke (2.629 Einw.). Im Jahr 2013 verloren acht Belediyes ihren Status und wurden zur Dörfern zurückgestuft: Büşürüm, Çevrecik, Demircili, Kızılcaören, Kuzbağı, Nebişeyh, Soğukpınar und Yolüstü.
Zum Kreis gehören des Weiteren noch 73 Dörfer (Köy) mit durchschnittlich 114 Bewohnern. Die Skala der Einwohnerzahlen reicht dabei von 586 (Büşürüm) bis 9 (Abdurrahmanlı), 22 Dörfer haben mehr Einwohner als der Durchschnitt, 45 haben weniger 100 Einwohner. Die Bevölkerungsdichte (31,0 Einw. je km²) liegt unter jener der Provinz (59,5), der städtische Bevölkerungsanteil beträgt 75,71 Prozent. Der Kreis wurde 1906 gebildet.

## Persönlichkeiten
- Serhat Gülpınar (* 1979), türkischer Fußballspieler
- Dursun Çiçek (* 1960), Oberst der türkischen Marine